# 曹忭
曹忭（1512年—？），字子誠，號紀山，湖廣荊州府江陵縣人，民籍，明朝政治人物。

## 生平
湖廣鄉試第三名舉人。嘉靖二十年（1541年）中式辛丑科會試第二百三十四名，登第二甲第二十七名進士。改授庶吉士，送翰林院读书。二十二年十一月授河南道御史，巡按江西、浙江巡盐，历官河南左參議、山西提学副使、江西参政、江西按察使、江西左布政使，四十一年三月升都察院右副都御史、巡抚云南，四十二年三月考察閑住。

## 家族
曾祖曹廷徵；祖父曹璟，壽官；父曹慶，母劉氏。具庆下。